# 铁扇公主 (电影)
《鐵扇公主》，是由万氏兄弟联合执导的一部长篇动画，1941年由中国联合影业公司出品，是亚洲的第一部動畫長片。

## 故事梗概
该片以《西游记》中师徒四人路径火焰山，孙悟空为灭火过山智鬥鐵扇公主，後来激怒牛魔王，经过幾番艰苦的鬥争，终於击败牛魔王，得到宝扇，通过了火焰山。

## 创作背景
《铁扇公主》历时一年半的时间绘制完成，有100多名人员参加制作，绘制了2万张画稿，用去纸张400多令。影片在制作中一度出现资金的短缺，后得上海财团“上元银公司”的资助，才最终完成。为了吸引观众，还请来了当红影星白虹、严月玲、姜明、韩兰根、殷秀岑等为影片配音。
影片的创作正值抗日战争期间，万氏兄弟有意借助孙悟空的鬥争精神鼓舞人民抗击侵略，影片中原有一句字幕：“人民大众起来争取最後胜利”，后在放映时被当时的电检机关强行剪去。日本学者小松泽在他1979年的一篇文章中曾经提到当时《铁扇公主》中“孙悟空号召人民起来反对牛魔王，实际上是讽刺日军对中国的侵略”。

## 影响

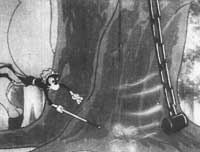
影片中的孙悟空形象

《铁扇公主》于1941年底在上海上映时引起了轰动，后又在香港和东南亚及日本上映，反响热烈。
这部影片获得成功后，万氏兄弟萌生出将《西游记》中的精彩段落大闹天宫搬上银幕的想法。虽然后来万籁鸣、万古蟾制定了《大闹天宫》的制作计划，并得到了新华联合影业公司经理张善琨的投资，但在开拍之际，由于太平洋战争的爆发，张善琨突然毁约，使该片的拍摄夭折，直至1961年《大闹天宫》才由上海美术电影制片厂完成。

## 延伸阅读
- 乔纳森·克莱门茨（2002）。“中国动画”，尼克国际儿童频道杂志。
- 中国旅游频道(2004)。关于万兄弟的大量信息。铁扇公主首部动画片。